# 문묘

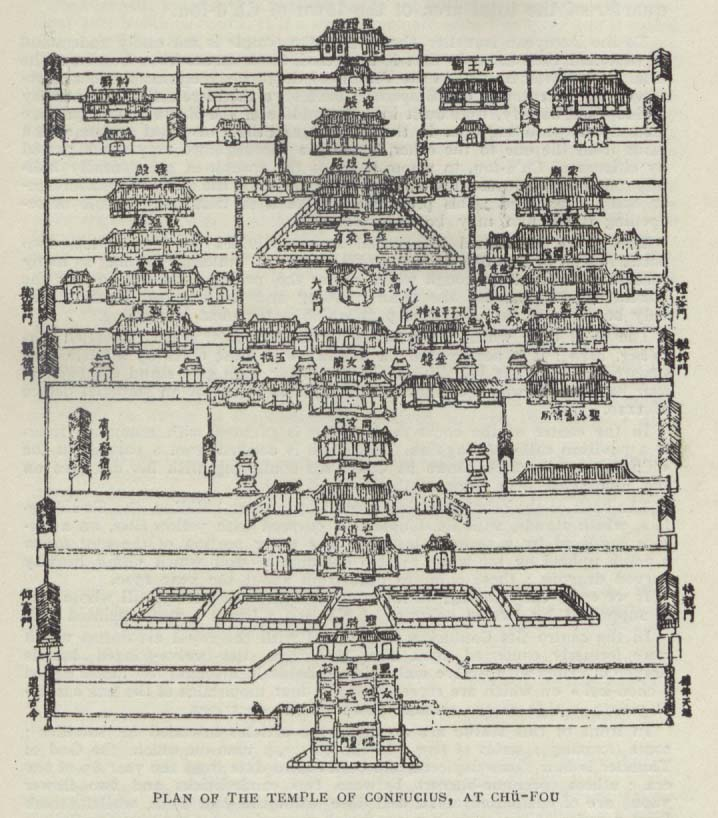

문묘(文廟)는 문선왕묘(文宣王廟)의 약자로 공자(孔子)의 신위를 받드는 묘우(廟宇)를 말한다. 공자묘(孔子廟)라고도 부른다. 여기서 묘(廟)는 무덤 묘(墓)가 아니라 위패를 모시고 제사 드리는 사당(祠堂)을 뜻하며, 동아시아 전반에 분포해 있다. 문묘의 대성전에는 공자를 정위(正位)로 하여 4성(四聖)을 배향(配享)하고, 공문 10철(哲) 및 정호·주자를 포함한 송조 6현과 우리나라의 신라·고려·조선 시대의 동방 18현을 종사(從祀) 하였다. 매년 음력 2월과 8월 상정일(上丁日)에 제례 의식인 석전제(釋奠祭)를 거행하고 있다. 태학생(太學生)들의 사표로 삼았다.

## 연혁

### 신라
- 714년 (성덕왕 13)에 당나라 조정에 들어갔던 김수충이 귀국하여 바친 공자와 10철, 72제자의 화상을 가지고 와서 국학에 안치시켰다.

### 고려
- 983년 (성종 2)에 박사 임노성이 송에서 돌아와 바친 <태묘당도>, <사직당도>와 그 기록, <문성왕묘도>, <제기도>, <72현찬기> 등 도서를 국자감에 안치했다.
- 1020년 (현종 11) 최치원을 문묘 종사하고, 1022년 (현종 13) 설총을 문묘 종사(從祀) 하였다.
- 1303년 (충렬왕 5) 안유가 문묘 황폐를 개탄해 국학 대성전을 신축하고, 박사 김문정을 원나라 보내 공자와 70제자의 화상 및 제기·악기·경서 등을 가져와 비치하였는데, 이러한 공로로 1319년 (충숙왕 6) 문묘 종사(從祀) 되었다.

### 조선
- 1407년 (태종 7) 한양에 현재의 성균관 문묘가 완성되어 대성전에 공자 신위를 정위에 봉안하고, 안자, 증자, 자사, 맹자 4성을 배향 하였다. 그 밑의 공문 10철[2]을 종사 함으로써 유학의 큰 도통이 정리되었다.
- 연산군 때에 문묘의 신판(神版)을 태평관으로 옮긴 뒤 그 안에 짐승을 기르는 등 한동안 문묘 기능을 상실했다가 중종반정 후 복구되었다.
- 중종반정 이후 조광조를 비롯한 개혁 세력들은 세조와 연산군 시대를 거치면서 자의적으로 행사된 왕권을 견제하고 막을 수 있는 이상적인 이념을 문묘 종사라 생각하고 4현(四賢)[3]의 문묘 종사를 끊임없이 요구하였다. 이후 이황이 세상을 떠나자 그를 포함한 5현(五賢)[4]의 개념으로 발전하였다.
- 1517년(중종 12) 정몽주의 종사가 이루어졌다.
- 임진왜란 때 병화로 소실되었으나, 1604년(선조 37) 중건을 계기로 5현(五賢)의 종사가 다시 논의되었으나, 선조는 이언적의 출처가 불분명하다 등의 이유로 이를 거부하였다.
- 광해군이 즉위하자 성균관의 유생 및 지방의 유생들도 조직적으로 참여하고, 예조, 대간, 대신들도 그 의견에 동조하여 1610년(광해군 2) 김굉필·정여창·조광조·이언적·이황 등 이른바 5현(五賢)의 문묘 종사가 이루어졌다.
- 이이·성혼 등의 종사 때에는 서인·남인간의 학맥과 현실 정치가 연결되어 1681년(숙종 7) 문묘  종사되었으나, 1689년(숙종 15) 기사환국으로 출향되었다가, 1694년(숙종 20) 갑술환국 때 복향되었다. 김장생도 여기에 연루되어 논란이 계속되다 1717년(숙종 43)에 문묘 종사가 이루어졌다.
- 송시열·박세채 등의 종사 때에도 노론과 소론·남인의 대립으로 강력한 반발이 있었으며, 송시열·송준길은 1756년(영조 32)에, 박세채는 1764년(영조 40년)에 문묘 종사가 이루어졌다.
- 김인후의 종사는 1796년(정조 20)에 이루어지는데, 그의 당색은 따질 수 없으며 호남 제일의 유현으로 그동안 정치적으로 소외 되었던 호남 학파를 끌어 안는 효과를 가져왔다.
- 조헌·김집의 종사는 영조 때부터 노론의 적극적인 지원 하에 논의되었으나, 1883년(고종 20) 이루어졌다.
- 조선 후기에 최종적으로 제사 공간인 대성전 중앙에 공자를 정위에 모시고, 동⋅서무에 4성(四聖)을 배향하고, 다시 10철(哲)과 송조 6현(賢)[5]을 종사하였다. 동⋅서무에는 10철을 제외한 공자의 72제자를 비롯하여, 한⋅당⋅송⋅원대의 22현 및 우리나라의 18현 등 총 137명의 위패를 종사하였다.

### 현대
- 1949년 전국 유림 대회를 개최하여 우리 문묘에 중국의 유학자들인 공문 10철과 공자의 72제자 및 한⋅당⋅송⋅원대의 22현까지 봉안하는 것은 사대주의 표현이라 하여, 공자를 위시한 4성(四聖)과 송조 2현 정호·주희를 제외한 나머지 중국 94현의 위패는 매안(埋安)하고, 우리나라 18현을 대성전에 승봉키로 결의하였다. 또 전국의 향교에도 이와 같이 시행하도록 하였으나 이 개혁안에 대해 보수 유림들의 반발로 일제히 시행되지는 못하였다.
- 1961년 2월 23일 전국 유림대회를 다시 개최하여 매안한 공문 10철과 정호·주자를 포함한 송조 6현[6]을 복위키로 결의하였다. 이후 대부분의 전국 향교도 이를 따랐다.
- 그리하여 현재 성균관 및 각 지방의 향교 대성전에는 공자를 정위(正位)로 하여, 4성(四聖)을 배향하고, 공문10철 및 주자를 비롯한 송조 6현과 우리나라 동방 18현의 신위를 종사하고 매년 춘추 향사하고 있다.

## 종사 대상
문묘는 공자를 모신 사당이므로 문묘 종사의 기준은 당연히 공자의 도를 지키고 발전시키는 데 얼마만큼 공헌했느냐가 될 것이다. 따라서 조선시대에 있었던 문묘 종사는 대부분 도학(道學)의 실천과 발전에 큰 공을 세운 선비만이 당당히 공자의 옆자리에 종사될 수 있는 자격을 얻었다.
이와 같이 역사가 선택한 동방 18현인은 권력만으로 되는 것은 아니다. 또한 가문이 좋다거나, 벼슬이 높다고 해서 선정되는 것은 더더욱 아니다. 그들 중에는 역사적으로 너무나 잘 알려진 인물도 있지만, 벼슬과 출세를 마다하고 학문에만 전념하여 역사책에서 조차 흘려버리는 당대 석학들도 있다.
중요한 것은 누가 더 잘났느냐, 누가 더 유명하냐가 아니다. 모두 나름대로 독창적인 자신의 학문 세계를 구축하고, 학자와 선비로서 양심과 도덕을 실천했느냐이다. 따라서 학식과 덕망이 뛰어나고, 학자로서 후세에 존경을 받고, 학문적 업적이 역사에 길이 남을 만큼 크고 높아야 선정되었던 것이다.

## 종사 논쟁
이와 같이 역사적으로 중차대한 문묘 종사 인물을 정하는 일은 학통·당파·정치 정세 등에 따라 당쟁의 원인이 되기도 하였으며, 출향되거나 복향되기도 하였으며, 위차가 바뀌는 경우도 있었다. 따라서 반드시 중국의 예와 일치하지는 않았다.
정몽주는 우왕과 창왕이 신돈의 아들인 줄 알면서도 섬겼다는 이유로 고려 왕조에 대한 충절을 의심 받았다. 선조와 광해군 년간 김굉필·정여창·조광조·이언적·이황 5현의 종사시에 김굉필은 절조와 경학이 뛰어났으나 짧은 생을 살다 죽어 성경에 뚜렷한 족적을 남기지 못하였다는 훈구파의 격렬한 반대 논쟁의 대상이 되었으며, 이언적은 을사사화 때 처신으로 도덕성에 타격을 입고 출처에 대해 의심을 받았다. 이황 또한 소년 시절 기생과의 행적이 들춰지는 수모를 겪어야 했다.
이이는 한때 불교에 몸 담았던 전력 때문에 학문의 순정성을 의심받고, 성혼은 기축옥사와 임진왜란 때의 처신 때문에 1689년(숙종 15) 기사환국으로 남인이 집권하자 둘의 위패가 문묘에서 출향되었다가 1694년(숙종 20) 갑술환국 때 복향 되었으며, 김장생도 기사환국으로 서인이 축출될 때 여기에 관련되어 논란이 계속되다가 1717년(숙종 43)에 종사 되었으며, 영조 때의 송시열·박세채의 종사 때에도 많은 분쟁을 야기하였다.
또한 성리학 외에 노장 사상이나 양명학 등 이단 논쟁을 일으킬 소지가 있는 인물들은 철저히 배격됐다. 서경덕이 그 대표적 예였다.
그리하여 문묘 종사에 있어서 자격 시비에 휘말리지 않고 비교적 자유스러웠던 인물들은 김인후 등 몇몇 뿐이었다. 이와 같은 문묘 종사는 단순히 선현에 대한 위패를 모시고 제사드리는 기능에 그치는 것이 아니라, 여러 붕당의 명분과 이해관계가 걸린 문제로까지 발전되었다는 것이다. 다만 분명한 것은 그것이 비상식적인 것이 아니라, 나름의 논리와 학문적인 깊이를 지니고 있다는 것이다.

## 배향
문묘 서차는 먼저 대성지성 문선왕 공자를 정위로 하여 남쪽을 바라보게 하고, 그 앞에 안자·증자·자사·맹자의 4성을 동서로 나누어 배향하였다. 공문 10철과 송조 6현 및 우리나라 동방 18현을 종사하였다.

### 동방 18현
| - 동배향 제1위 : 홍유후(弘儒侯) 설총 - 동배향 제2위 : 문성공(文成公) 안유 - 동배향 제3위 : 문경공(文敬公) 김굉필 - 동배향 제4위 : 문정공(文正公) 조광조 - 동배향 제5위 : 문순공(文純公) 이황 - 동배향 제6위 : 문성공(文成公) 이이 - 동배향 제7위 : 문원공(文元公) 김장생 - 동배향 제8위 : 문경공(文敬公) 김집 - 동배향 제9위 : 문정공(文正公) 송준길 | - 서배향 제1위 : 문창후(文昌侯) 최치원 - 서배향 제2위 : 문충공(文忠公) 정몽주 - 서배향 제3위 : 문헌공(文憲公) 정여창 - 서배향 제4위 : 문원공(文元公) 이언적 - 서배향 제5위 : 문정공(文正公) 김인후 - 서배향 제6위 : 문간공(文簡公) 성혼 - 서배향 제7위 : 문열공(文烈公) 조헌 - 서배향 제8위 : 문정공(文正公) 송시열 - 서배향 제9위 : 문순공(文純公) 박세채 |

## 제례 절차
조선조 문묘 관장은 성균관에서 하였다. 성균관의 이런 건물들을 묘우(廟宇)라고 한다. 묘우의 주요 건물은 대성전으로서 좌우에 동무·서무라는 부속 행랑을 두어 예배 대상자를 봉안한다. 그리고 향사때의 헌관과 집사들의 재계소이자 향축을 봉안하기 위한 곳으로 향관청이 있다.
향사 일자는 중춘와 중추로 나누어 음력 2월과 8월 상정일(上丁日)을 석전일로 정하였으며, 동방 18현의 서원에는 중정일(中丁日)에, 그 밖에 서원에서는 춘추 음력 3월과 9월 상정일(上丁日)이나 중정일(中丁日)로 정하여, 성균관·향교의 석전일과 겹치지 않도록 조절하였다.
향사일이 국기(國忌)와 상치되면 그 다음의 정일(丁日)로 잡았고, 국상(國喪)이 나서 인산(因山)이 마쳐지지 않으면 신위에 고유하고 향사를 행하지 않았다. 또한 삭망 분향일이라 하여 매월 초하룻날과 보름날에 성균관의 대사성·관관·유생들이 문묘에 나아가 분향 의식을 올리는 행사일이 있었다. 이 밖에 공자 탄강일인 음력 8월 27일에 올리는 향사는 가장 컸으며, 왕이나 세자가 직접 향사에 참례하는 친림석전·친림작헌·왕세자석전 등이 있고 고유제·위안제가 있다.
향사 절차는 성균관 대사성을 헌관으로 초헌관ㆍ아헌관ㆍ종헌관과 축ㆍ찬자ㆍ알자ㆍ찬인ㆍ사존ㆍ봉향ㆍ봉작ㆍ전작 등의 여러 집사들이 선임되어 향사 3일 전에 재계에 들어간다. 제복을 착용하고 제물을 차린 뒤 전폐례ㆍ초헌례ㆍ아헌례ㆍ종헌례ㆍ음복례 및 망예례의 단계로 진행한다. 서원으로 내려오면 더욱 간략하지만 대동소이하다. 의식이 끝나면 음희례를 하고 강론함이 보통이다.

## 의의와 평가
문묘는 공자와 4성을 비롯한 공문 10철 및 송조 6현과 우리나라의 신라·고려·조선 시대를 거치면서 나라에서 공인한 최고의 정신적 지주에 오른 동방 18현의 신위를 모신 곳이다.
문묘 종사는 유학자로서 추구하는 최고의 가치이자 이상이며 최고의 명예로운 자리이다. 따라서 정공신이나 종묘 배향 공신들 보다 더 높은 명예를 누렸으며, 만인의 칭송을 받는 가장 존귀한 위치에 있다.
옛말에 "정승 3명이 죽은 대제학 1명에 미치지 못하고, 대제학 3명이 문묘배향 현인 1명에 미치지 못한다."는 말이 생겨날 정도였다. 【三政丞이 不如一大提學이요, 三大提學이 不如一文廟配享(賢人)이라.】
그리하여 문묘 배향 현인을 배출한 각 가문은 그 어느 권문세가를 뛰어 넘는 국반(國班)으로서 대대손손 더 없는 영예로 알았다.

## 기타 사항
문묘가 있었던 교육기관은 다음과 같다.
- 국학 신라의 국학에 처음 문묘 설치(현존 기록상), 성덕왕(714)
- 국자감
- 향교
- 성균관

## 세계의 공자묘

### 중국 대륙
- 공묘(孔廟): 산둥성 취푸 시.

### 대만
- 타이완 공묘(台灣孔廟): 타이난시.

### 한국
- 성균관

### 일본
- 유시마성당(湯島聖堂)-도쿄도 분쿄구.
- 공자묘-나가사키현 나가사키시.

### 타이
- 송크라나칼린 대학 공자 학원
- 매파루앙 대학 공자 학원

## 같이 보기
- 공묘
- 교동향교 (태학 (고구려))
- 서울 문묘
- 동방 18현
- 문묘 제례악
- 주돈이
- 소옹
- 정이 (학자)
- 주희
- 장재
- 주희
- 문묘 (하노이)
- 종묘